# Деревка
Деревка — река в России, протекает по территории Бежаницкого района Псковской области. Длина реки — 33 км, площадь водосборного бассейна — 134 км².
Начинается в болотах к востоку от деревни Бельково. Течёт по заболоченному лесу в общем юго-западном направлении через деревни Дубки, Стрелицы, Дудино, Друсино, Никольское, Спиридонково, Заболотье, Монастырево, Находкино, Псковки, Чихачево, Бережок, большой Камешек, Осов, Низок, Городище, Комарниково, Половиково, Велейно, Ванюково, Коскинички, Пустошка, Ублиска, Самулиха, Оклад. Устье реки находится в 22 км по правому берегу реки Уды в деревне Алексино.
Основные притоки — ручей Топорово (пр, впадает в 4 км от устья), ручей Деревка (пр).

## Данные водного реестра
По данным государственного водного реестра России относится к Балтийскому бассейновому округу, водохозяйственный участок реки — Великая. Относится к речному бассейну реки Нарва (российская часть бассейна).
Код объекта в государственном водном реестре — 01030000112102000028090.